# Pakala Forest Park
Der Pakala Forest Park ist ein Waldgebiet im westafrikanischen Staat Gambia.

## Topographie
Das ungefähr drei mal vier Kilometer Gebiet liegt in der North Bank Region in dem Distrikt Upper Baddibu. An der North Bank Road, Gambias zweitwichtigster Fernstraße, befindet es sich zu beiden Seiten auf dem Streckenabschnitt zwischen den Orten Farafenni und Nja Kunda, dabei liegt das Gebiet ungefähr sechs Kilometer westlich von Farafenni und ungefähr 28 Kilometer östlich von Njia-Kunda.

## Flora und Fauna
In dem Gebiet, das aus niedrigen Bäumen besteht, wurde unter anderem der Ziegenmelker (Caprimulgus europaeus) beobachtet.